# Salar de Atacama

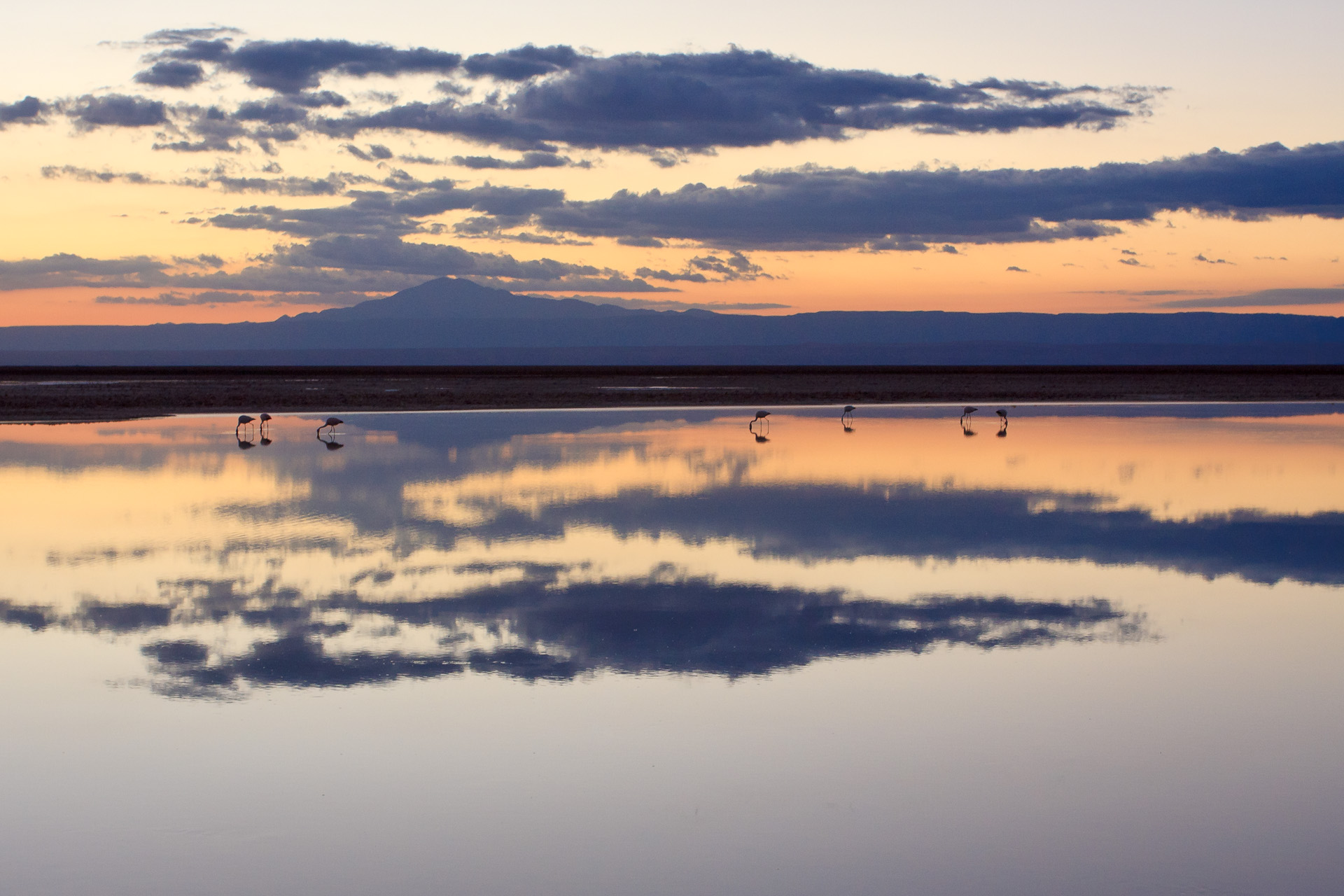
Tramonto sul Salar de Atacama

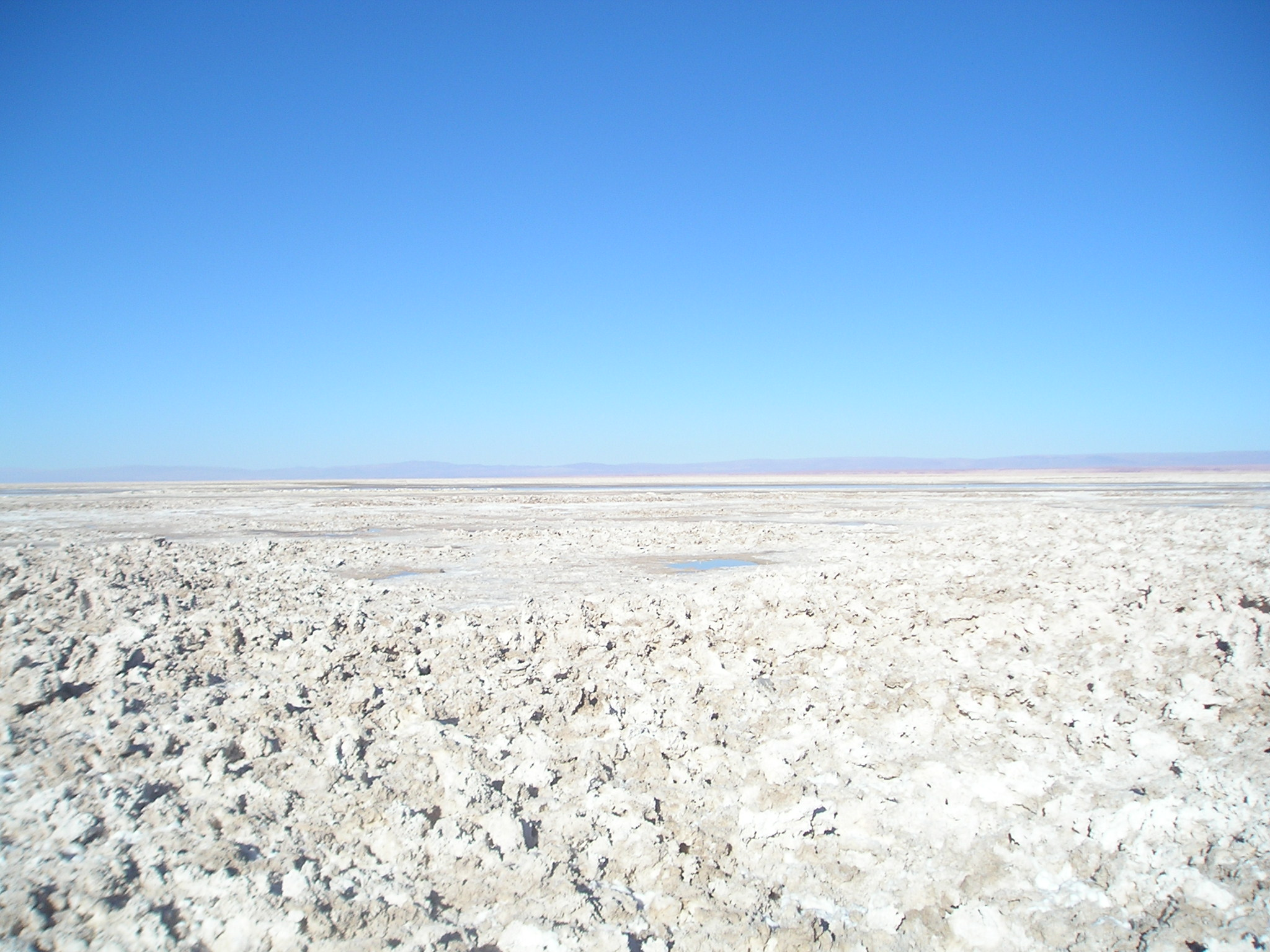
Veduta del Salar de Atacama

Il Salar de Atacama è una salina naturale del Cile, situata nella regione di Antofagasta.
In pieno deserto si trova il comune (meno di 5 000 abitanti) di San Pedro de Atacama (altezza di ca. 2500 m s.l.m.) situato nella provincia di El Loa.
Il sale presente nella depressione proviene dalla dissoluzione dei sali minerali presenti nel suolo vulcanico, apportati dalle precipitazioni atmosferiche sulla catena delle Ande.
In un primo tempo l'acqua meteorica filtra nel suolo, dove si deposita accumulando i sali minerali. In seguito le acque sotterranee affiorano nella depressione del Salar de Atacama, per poi evaporare, dando origine ad un accumulo dei sali minerali, che formano una crosta solida.